# Біла арена
«Біла арена» (рос. Белая арена) — радянський ляльковий фільм 1987 року Творчого об'єднання художньої мультиплікації студії Київнаукфільм, режисер — Ірина Гурвич.

## Сюжет
Фільм розповідає про дивовижний цирк. У світлі софітів виступають білосніжні артисти й тварини. Проте за лаштунками свята відбуваються справжні драми. Білий клоун безнадійно закоханий у повітряну гімнастку, котрій милий серцю зовсім інший.

## Над фільмом працювали
- Автор сценарію: Світлана Куценко;
- Кінорежисер: Ірина Гурвич;
- Художник-постановник: Оксана Карпус;
- Композитор: Володимир Бистряков;
- Кінооператор: Світлана Нові;
- Звукооператор: Ігор Погон;
- Мультиплікатори: Костянтин Баранов, Елеонора Лисицька, Жан Таран, Анатолій Трифонов;
- Моделі ляльок: Т. Горова;
- Ляльки та декорації виготовили: Вадим Гахун, Анатолій Радченко, В. Яковенко, Яків Горбаченко, В. Воскобойник;
- Асистенти: С. Гриньова, Г. Свєчніков, Олександр Ніколаєнко;
- Монтаж: О. Деряжна;
- Редактор: Євген Назаренко;
- Директор знімальної групи: Н. Литвиненко.